# Torre dei Leuti
La torre dei Leuti, o torre dei Lenzi o ancora torre dei Leuci, è un edificio storico di Ferrara nato come struttura difensiva militare attorno al IX secolo e che in seguito è stato utilizzato, a partire almeno dal XV secolo, come torre campanaria della vicina chiesa di San Paolo.

## Storia

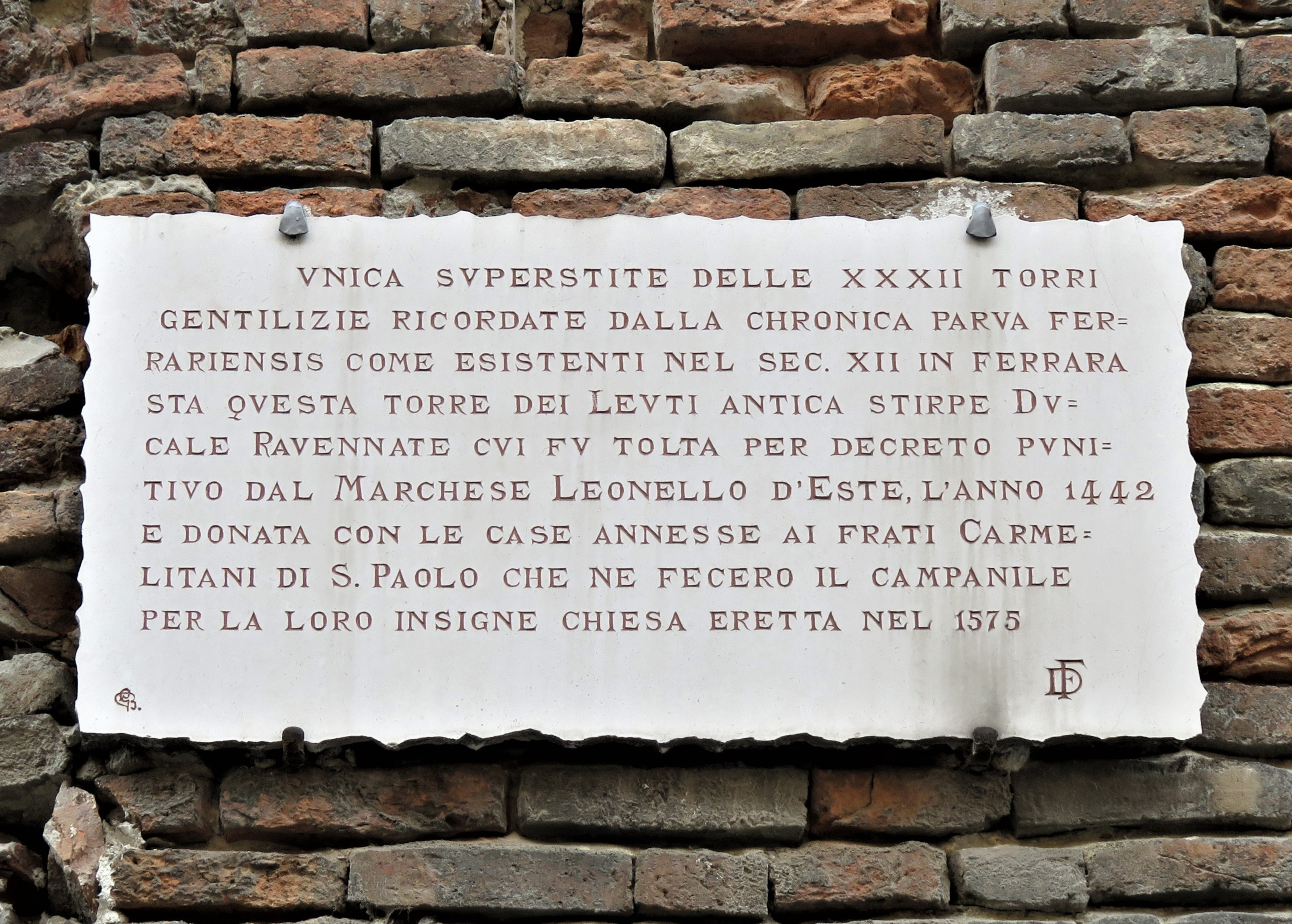
Targa posta in corso Porta Reno sulla torre dei Leuti a cura della Ferrariae Decus.

La torre dei Leuti venne edificata probabilmente attorno al IX secolo in un periodo nel quale la città estense si stava formando ed estendendo prima seguendo la riva settentrionale dell'antico corso del Po in direzione est-ovest e in seguito occupando una sempre maggior parte di territorio in direzione nord. In tale epoca le torri vennero erette in grande numero sino ad arrivare a trentadue, nel XII secolo. La torre dei Leuti, in particolare, svolse la funzione di prima difesa dalle minacce che potevano arrivare dal Po che vi scorreva a brevissima distanza. Non è noto quando l'edificio divenne proprietà della nobile famiglia Leuti, originaria di Ravenna, e le fonti non sono neppure concordi sul momento nel quale entrò a far parte dei beni assegnati al convento di San Paolo. Una targa posta in corso Porta Reno attesta questo passaggio come avvenuto con atto del 1442 del marchese Leonello d'Este mentre lo storico del comune di Ferrara fissa in epoca anteriore tale cambiamento e lo lega all'acquisto dei frati carmelitani avvenuto nel 1317.
Dal momento nel quale fu utilizzata come torre campanaria venne posta nel suo castello anche un'antica campana che porta impressa la data 1443. Sembra che questa campana, proveniente dalla chiesa di Sant'Andrea, sia stata utilizzata per avvisare coi suoi rintocchi la celebrazione della messa nella chiesa di San Paolo officiata da Martin Lutero durante una sua sosta a Ferrara nel viaggio che effettuò a Roma nel 1510.

### Origini del nome
Oltre ai nomi più comuni, legati sempre alla grafia del tempo o alla tradizione col quale veniva chiamata la nobile famiglia di origini ravennati (Leuti, Lenzi o Leuci) fu per un certo periodo chiamata anche torre della Vita.

## Aspetti architettonici
L'edificio, che si trova inserito nel tessuto urbano e si innalza all'incrocio tra corso Porta Reno e via Capo delle Volte, arriva a un'altezza di circa trenta metri ed è caratterizzato da una struttura robusta (lo spessore delle mura alla base arriva a 145 centimetri) e da poche finestre lungo il suo fusto.
Il castello campanario si apre sui quattro lati con finestre a bifora e conserva le sue campane.